# Associazione Calcio Femminile Arezzo 2018-2019
Questa voce raccoglie le informazioni riguardanti la Associazione Calcio Femminile Arezzo Associazione Sportiva Dilettantistica nelle competizioni ufficiali della stagione 2018-2019.

## Rosa
Rosa, ruoli e numeri di maglia aggiornati al 22 novembre 2018.
| N. |                   | Ruolo | Calciatore             |
| -- | ----------------- | ----- | ---------------------- |
|    | Italia (bandiera) | P     | Simona Anselmi         |
|    | Italia (bandiera) | P     | Alice Antonelli        |
|    | Italia (bandiera) | D     | Maria Costanza Aterini |
|    | Italia (bandiera) | D     | Carolina Baracchi      |
|    | Italia (bandiera) | D     | Giorgia Casula         |
|    | Italia (bandiera) | D     | Alice Ferrazza         |
|    | Italia (bandiera) | D     | Irene Narducci         |
|    | Italia (bandiera) | D     | Erika Orsi             |
|    | Italia (bandiera) | D     | Roberta Razzoli        |
|    | Italia (bandiera) | D     | Laura Teci             |
|    | Italia (bandiera) | D     | Agnese Zeghini         |
|    | Italia (bandiera) | C     | Lidia Arzedi           |
|    | Italia (bandiera) | C     | Ilaria Borghesi        |

| N. |                   | Ruolo | Calciatore         |
| -- | ----------------- | ----- | ------------------ |
|    | Italia (bandiera) | C     | Chiara Bove        |
|    | Italia (bandiera) | C     | Lucrezia Mencucci  |
|    | Italia (bandiera) | C     | Carlotta Moscia    |
|    | Italia (bandiera) | C     | Miriam Perricci    |
|    | Italia (bandiera) | C     | Aurora Prosperi    |
|    | Italia (bandiera) | C     | Valentina Simeone  |
|    | Italia (bandiera) | A     | Isabella Carta     |
|    | Italia (bandiera) | A     | Laura Ceccarelli   |
|    | Italia (bandiera) | A     | Lucrezia Di Fiore  |
|    | Italia (bandiera) | A     | Francesca Mazzini  |
|    | Italia (bandiera) | A     | Costanza Razzolini |
|    | Italia (bandiera) | A     | Rosa Russo         |

## Calciomercato

### Sessione estiva
| Acquisti | Acquisti           | Acquisti       | Acquisti   |
| R.       | Nome               | da             | Modalità   |
| -------- | ------------------ | -------------- | ---------- |
| D        | Alice Ferrazza     | Chieti         | definitivo |
| D        | Roberta Razzoli    | Sassari Torres | definitivo |
| C        | Ilaria Borghesi    | Empoli         | definitivo |
| C        | Valentina Simeone  | Roma XIV       | definitivo |
| A        | Costanza Razzolini | Fiorentina     | prestito   |
| A        | Francesca Mazzini  | Grifo Perugia  | definitivo |
| A        | Rosa Russo         | ???            |            |

| Cessioni | Cessioni | Cessioni | Cessioni |
| R.       | Nome     | a        | Modalità |
| -------- | -------- | -------- | -------- |
|          |          |          |          |

## Risultati

### Serie B

#### Girone di andata
| Arbitro: | Francesco Croce (Ivrea) |

|                                |           |           |
| Gramolelli 80’, 89’ Borges 93’ | Marcatori | 15’ Carta |

| Arbitro: | Luca Zucchetti (Foligno) |

|  |           |                     |
|  | Marcatori | 24’ Silvi 83’ Ietto |

| Arbitro: | Giuseppe Romaniello (Napoli) |

|                           |           |  |
| Pezzotti 3’ Weithofer 70’ | Marcatori |  |

| Arbitro: | Simone Pistarelli (Fermo) |

|  |           |                                        |
|  | Marcatori | 36’ (aut.) Baracchi 80’ (rig.) Cimatti |

| Arbitro: | Giovanni Agostoni (Milano) |

|                                  |           |             |
| Pecchini 36’ Pinna 43’ Caneo 77’ | Marcatori | 55’ Simeone |

| Arbitro: | Angiolari (Ostia Lido) |

|  |           |                                      |
|  | Marcatori | 24’, 45’ Marinelli 29’ (rig.) Baresi |

| Arbitro: | Villa (Rimini) |

|                     |           |                         |
| Prugna 7’ Acuti 30’ | Marcatori | 14’ Di Fiore 39’ Moscia |

| Arbitro: | Di Cicco (Lanciano) |

|              |           |                 |
| Ferrazza 69’ | Marcatori | 24’, 70’ Yeboaa |

| Arbitro: | Papale (Torino) |

|            |           |                                   |
| Giuffra 3’ | Marcatori | 33’ (aut.) Nietante 45’ Razzolini |

| Arbitro: | Perri (Roma) |

|                                                                     |           |             |
| Moscia 17’, 89’ Razzolini 56’ Simeone 65’ Di Fiore 70’ Casula 90+1’ | Marcatori | 54’ Pastore |

| Arbitro: | Luongo (Napoli) |

|  |           |                        |
|  | Marcatori | 1’ Razzolini 8’ Casula |

#### Girone di ritorno
| Arbitro: | Tchato (Aprilia) |

|  |           |                    |
|  | Marcatori | 6’ (aut.) Ferrazza |

| Arbitro: | Zucchetti (Foligno) |

|                                     |           |  |
| Kovacevic 2’ Visentin 33’ Ietto 79’ | Marcatori |  |

| Arbitro: | Negrelli (Finale Emilia) |

|               |           |              |
| Razzolini 52’ | Marcatori | 41’ Proietti |

| Arbitro: | Lovison (Padova) |

|                         |           |  |
| Filippi 19’ Cimatti 49’ | Marcatori |  |

| Arbitro: | Taricone (Perugia) |

|  |           |                                                     |
|  | Marcatori | 1’ (aut.) Teci 20’ Martani 37’ Gelmetti 42’ Carraro |

| Arbitro: | Molinaro (Lamezia Terme) |

|                                                               |           |  |
| Merlo 48’ Pandini 56’ Marinelli 60’, 65’ Rognoni 90+1’, 90+3’ | Marcatori |  |

| Arbitro: | Perri (Roma) |

|  |           |                                 |
|  | Marcatori | 27’ Ness 60’ Papaleo 64’ Prugna |

| Arbitro: | Bozzetto (Bergamo) |

|                                  |           |                   |
| Kastrati 26’, 38’ Meggiolaro 90’ | Marcatori | 12’ (aut.) Fasoli |

| Arbitro: | Di Marco (Ciampino) |

|                                      |           |  |
| Di Fiore 13’ Razzolini 18’ Carta 58’ | Marcatori |  |

| Arbitro: | Zucchetti (Foligno) |

|                     |           |                      |
| Porcarelli 18’, 26’ | Marcatori | 37’ (rig.) Razzolini |

| Arbitro: | Negrelli (Finale Emilia) |

|                                                         |           |  |
| Mencucci 15’, 64’ Razzolini 17’ Di Fiore 72’ Casula 84’ | Marcatori |  |

### Coppa Italia

#### Primo turno
Triangolare 2
| Arbitro: | Tesi (Lucca) |

|                                                         |           |                  |
| Mastalli 33’ Acuti 47’ De Vecchis 63’ Prugna 78’ (rig.) | Marcatori | 83’ (rig.) Carta |

| Arbitro: | Catani (Fermo) |

|                     |           |                                           |
| Moscia 7’ Carta 57’ | Marcatori | 42’ Casadio 56’, 59’ Petralia 70’ Pastore |

## Statistiche

### Statistiche di squadra
| Competizione | Punti | In casa | In casa | In casa | In casa | In casa | In casa | In trasferta | In trasferta | In trasferta | In trasferta | In trasferta | In trasferta | Totale | Totale | Totale | Totale | Totale | Totale | DR  |
| Competizione | Punti | G       | V       | N       | P       | Gf      | Gs      | G            | V            | N            | P            | Gf           | Gs           | G      | V      | N      | P      | Gf     | Gs     | DR  |
| ------------ | ----- | ------- | ------- | ------- | ------- | ------- | ------- | ------------ | ------------ | ------------ | ------------ | ------------ | ------------ | ------ | ------ | ------ | ------ | ------ | ------ | --- |
| Serie B      | 17    | 11      | 3       | 1       | 7       | 16      | 19      | 11           | 2            | 1            | 8            | 10           | 27           | 22     | 5      | 2      | 15     | 26     | 46     | -20 |
| Coppa Italia | -     | 1       | 0       | 0       | 1       | 2       | 4       | 1            | 0            | 0            | 1            | 1            | 4            | 2      | 0      | 0      | 2      | 3      | 8      | -5  |
| Totale       | -     | 12      | 3       | 1       | 8       | 18      | 23      | 12           | 2            | 1            | 9            | 11           | 31           | 24     | 5      | 2      | 17     | 29     | 54     | -25 |

### Andamento in campionato
| Giornata  | 1 | 2  | 3  | 4  | 5  | 6  | 7  | 8  | 9  | 10 | 11 | 12 | 13 | 14 | 15 | 16 | 17 | 18 | 19 | 20 | 21 | 22 |
| --------- | - | -- | -- | -- | -- | -- | -- | -- | -- | -- | -- | -- | -- | -- | -- | -- | -- | -- | -- | -- | -- | -- |
| Luogo     | T | C  | T  | C  | T  | C  | T  | C  | T  | C  | T  | C  | T  | C  | T  | C  | T  | C  | T  | C  | T  | C  |
| Risultato | P | P  | P  | P  | P  | P  | N  | P  | V  | V  | V  | P  | P  | N  | P  | P  | P  | P  | P  | V  | P  | V  |
| Posizione | 9 | 11 | 11 | 11 | 11 | 11 | 11 | 11 | 11 | 10 | 9  | 10 | 10 | 10 | 10 | 10 | 10 | 11 | 11 | 10 | 11 | 11 |

Legenda:

Luogo: C = Casa; T = Trasferta. Risultato: V = Vittoria; N = Pareggio; P = Sconfitta.

### Statistiche delle giocatrici
| Giocatore     | Serie B  | Serie B | Serie B     | Serie B    | Coppa Italia | Coppa Italia | Coppa Italia | Coppa Italia | Totale   | Totale | Totale      | Totale     |
| Giocatore     | Presenze | Reti    | Ammonizioni | Espulsioni | Presenze     | Reti         | Ammonizioni  | Espulsioni   | Presenze | Reti   | Ammonizioni | Espulsioni |
| ------------- | -------- | ------- | ----------- | ---------- | ------------ | ------------ | ------------ | ------------ | -------- | ------ | ----------- | ---------- |
| S. Anselmi    | 0        | 0       | 0           | 0          | 0            | 0            | 0            | 0            | 0        | 0      | 0           | 0          |
| A. Antonelli  | 22       | -46     | 2           | 0          | 2            | -8           | 0            | 0            | 24       | -54    | 2           | 0          |
| L. Arzedi     | 18       | 0       | 0           | 0          | 2            | 0            | 0            | 0            | 20       | 0      | 0           | 0          |
| M.C. Aterini  | 22       | 0       | 0           | 0          | 2            | 0            | 0            | 0            | 24       | 0      | 0           | 0          |
| C. Baracchi   | 17       | 0       | 4           | 0          | 1            | 0            | 0            | 0            | 18       | 0      | 4           | 0          |
| I. Borghesi   | 16       | 0       | 1           | 0          | 2            | 0            | 0            | 0            | 18       | 0      | 1           | 0          |
| C. Bove       | 1        | 0       | 0           | 0          | 0            | 0            | 0            | 0            | 1        | 0      | 0           | 0          |
| I. Carta      | 14       | 2       | 0           | 0          | 2            | 2            | 0            | 0            | 16       | 4      | 0           | 0          |
| G. Casula     | 15       | 3       | 2           | 0          | -            | -            | -            | -            | 15       | 3      | 2           | 0          |
| L. Ceccarelli | 0        | 0       | 0           | 0          | 0            | 0            | 0            | 0            | 0        | 0      | 0           | 0          |
| L. Di Fiore   | 22       | 4       | 1           | 0          | 1            | 0            | 0            | 0            | 23       | 4      | 1           | 0          |
| A. Ferrazza   | 21       | 1       | 4           | 0          | 2            | 0            | 0            | 0            | 23       | 1      | 4           | 0          |
| F. Mazzini    | 3        | 0       | 0           | 0          | 0            | 0            | 0            | 0            | 3        | 0      | 0           | 0          |
| L. Mencucci   | 18       | 2       | 2           | 0          | 2            | 0            | 0            | 0            | 20       | 2      | 2           | 0          |
| C. Moscia     | 22       | 3       | 1           | 0          | 2            | 1            | 0            | 0            | 24       | 4      | 1           | 0          |
| I. Narducci   | 0        | 0       | 0           | 0          | -            | -            | -            | -            | 0        | 0      | 0           | 0          |
| E. Orsi       | 6        | 0       | 0           | 0          | -            | -            | -            | -            | 6        | 0      | 0           | 0          |
| M. Perricci   | 1        | 0       | 0           | 0          | -            | -            | -            | -            | 1        | 0      | 0           | 0          |
| A. Prosperi   | 1        | 0       | 0           | 0          | -            | -            | -            | -            | 1        | 0      | 0           | 0          |
| R. Razzoli    | 13       | 0       | 0           | 0          | 1            | 0            | 0            | 0            | 14       | 0      | 0           | 0          |
| C. Razzolini  | 22       | 7       | 1           | 0          | 1            | 0            | 0            | 0            | 23       | 7      | 1           | 0          |
| R. Russo      | 1        | 0       | 0           | 0          | 1            | 0            | 0            | 0            | 2        | 0      | 0           | 0          |
| V. Simeone    | 20       | 2       | 1           | 0          | 2            | 0            | 0            | 0            | 22       | 2      | 1           | 0          |
| L. Teci       | 20       | 0       | 5           | 0          | 2            | 0            | 0            | 0            | 22       | 0      | 5           | 0          |
| A. Zeghini    | 12       | 0       | 1           | 0          | 0            | 0            | 0            | 0            | 12       | 0      | 1           | 0          |